# 田中和男 (編集者)
田中 和男（たなか かずお、1936年4月3日 - 2017年7月8日）は、福井県出身の日本の編集者。

## 来歴
福井県武生市に生まれる。1955年（昭和30年）、武蔵野美術大学に入学するが学校の方針に反発し中退。その後日本文学学校で文章の基礎を学び、平凡社の雑誌『太陽』など多くの編集の仕事に携わる。
1968年（昭和43年）、自身の他にデザイナー、カメラマンらと編集プロダクション「ル・マルス」を設立し、富士ゼロックスの発行するPR誌『グラフィケーション』の編集を始める。以降、48年にわたり同誌の編集責任者を務めた。
2017年（平成29年）7月8日、大腸癌により死去。享年81歳。

## 人物
美術評論家の藤枝晃雄、直木賞作家の有明夏夫とは勝山精華高等学校（現福井県立勝山南高等学校）時代の同窓。

## 著作

### 書籍
おむすびころりん（ポプラ社おはなし文庫）

### その他
- 70年代グラフィケーションの冒険（コラム　 展覧会「ゼログラフィーと70年代」図録より）
- 日本インディアン（NHKラジオドラマ原作）